# Desa Kamurang (administrativ by i Indonesien, lat -6,71, long 107,26)
Desa Kamurang är en administrativ by i Indonesien.   Den ligger i provinsen Jawa Barat, i den västra delen av landet, 70 km sydost om huvudstaden Jakarta. Desa Kamurang ligger vid sjön Waduk Cirata.